# Leonora Ruffo

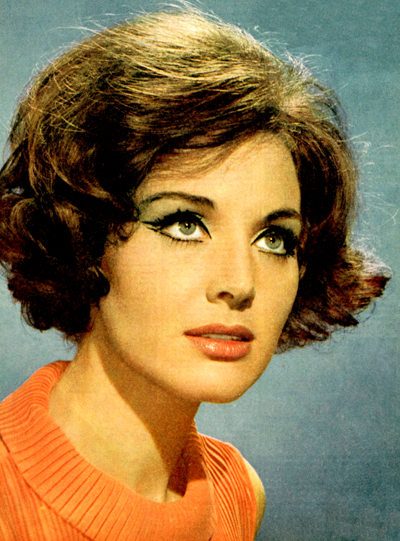
Leonora Ruffo (1960)

Leonora Ruffo (* 13. Januar 1935 in Rom; † 28. Mai 2007 ebenda;  eigentlich Eleonora Ruffo) war eine italienische Filmschauspielerin.

## Leben
Ruffo wurde von Regisseur Pietro Francisci für seinen Film Le meravigliose avventure di Guerrin Meschino (1951) entdeckt. Sie trat in den kommenden Jahren in einigen Filmen ihres Mentors auf. In ihrem zweiten Film (Gli amanti die Ravello (1952), von Luigi Capuano) wurde sie rätselhafterweise als Bruna Falchi geführt.
Federico Fellini gab Ruffo eine Rolle in I Vitelloni – Die Müßiggänger (1953); es blieb ihr größter Erfolg, auch weil sie sich bis zum Karriereende 1969 auf Unterhaltungsfilme konzentrierte. So sah man sie an der Seite muskelbewehrter mythischer Helden (dargestellt von Mark Forest, Gordon Scott und Reg Park) in den Sandalenfilmen Die Rache des Herkules, Macistes größtes Abenteuer und Vampire gegen Herakles, im Raumanzug in Raumkreuzer Hydra – Duell im All und als bedrängte Schöne im Italo-Western Einladung zum Totentanz.
Ruffo konnte schon während ihrer aktiven Zeit ihre private Seite fern allen Schlagzeilen halten.

## Filmografie (Auswahl)
- 1952: Die Königin von Saba (La regina di Saba)
- 1953: Vitelloni (Die Müßiggänger) (I vitelloni)
- 1957: Der schwarze Teufel (Il diavolo nero)
- 1959: Der Witwer (Il vedovo)
- 1960: Die Rache des Herkules (La vendetta di Ercole)
- 1961: Macistes größtes Abenteuer (Maciste contro il vampiro)
- 1961: Vampire gegen Herakles (Ercole al centro della terra)
- 1965: Raumkreuzer Hydra – Duell im All (2+5: Missione Hydra)
- 1968: Einladung zum Totentanz (…E venne il tempo di uccidere)

## Auszeichnungen
- 1955: Étoile de Cristal als beste ausländische Darstellerin für I Vitelloni – Die Müßiggänger